# Federación Nacional Sindical de Trabajadores Salvadoreños
La Federación Nacional Sindical de Trabajadores Salvadoreños (FENASTRAS), se fundó el 17 de noviembre de 1972 con un grupo de 11 sindicatos de distintas industrias quienes a lo largo de dos años lucharon por su personería jurídica. Desde sus inicios nace como una alternativa para los trabajadores con pensamiento progresista influenciados por la izquierda revolucionaria en El Salvador.
FENASTRAS surge en el marco de la agudización de la crisis económica a raíz del fracaso del Mercado Común Centroamericano. Los espacios para el surgimiento de organizaciones sindicales eran muy limitados, debido a la actitud represiva del régimen militar que dominaba el poder del Estado en esos años. Surge también como una alternativa de los trabajadores para expresar su problemática y luchar por sus intereses.
La definición de esos principios laborales llevó a la federación a trabajar por la ampliación de las organizaciones sindicales y para la década del 70, contaba, no solo con la participación de sindicatos, sino, que era parte activa de un movimiento popular capaz de incidir en los destinos de nuestro país.
Esta práctica les coloca como una de las organizaciones sindicales que vanguardizaba la lucha sindical influenciada por una corriente ideológica de izquierda siendo parte de un movimiento armado revolucionario (Frente Farabundo Martí para la Liberación Nacional - Partido de la Resistencia Nacional) lo cual les llevó a enfrentar la represión consistente en despidos laborales, amenazas a muerte, persecución, encarcelamiento, asesinatos, desaparecimientos y hasta masacres como la ocurrida en nuestra sede sindical el 31 de octubre de 1989; donde asesinaron a 9 miembros, incluyendo a la Secretaria General Febe Elizabeth Velásquez y cuyo hecho aceleró la puesta en marcha de la Ofensiva Final del 11 de noviembre de 1989.
Con la firma de los Acuerdos de Paz se inicia un proceso de cambios y de apertura democrática, que aunque no son cambios profundos; demanda nuevos métodos de conducción. En ese marco, FENASTRAS analiza su práctica del pasado y define su papel a jugar en el nuevo momento y como producto surge una nueva estrategia que tiene como eje principal: la Autonomía Sindical y las Relaciones Obrero - Patronales.
La definición de una autonomía política, gremial y financiera en un marco de relaciones horizontales, les creó severas críticas de la izquierda, acostumbrada a decidir el quehacer laboral a su antojo, pero encendió la mecha para que otras organizaciones sindicales llevaran a cabo una lucha por lograr este objetivo dentro de sus propias organizaciones.
Con sus sindicatos textiles FENASTRAS inicia un proceso de organización en las empresas de las Zonas Francas y Recintos Fiscales, siendo la primera organización en formar Seccionales de Empresa en dichos centros de trabajo. Es de esta forma han logrado penetrar en centros de trabajo y para el caso contamos con organización sindical en Zona Franca San Marcos, Exportsalva Free Zone, Zona Franca el Progreso, Zona Franca El Pedregal, Parque Industrial de Desarrollo, American Park, Zona Franca San Bartolo, Zona Franca Internacional y en Recintos fiscales de San Salvador y su periferia.
Por ser una de las organizaciones de mayor magnitud en cuanto a miembros, con aproximado de más de 15,000 miembros donde más de 7,500 miembros son del Sector Maquila, forma parte de la Comisión Interinstitucional de Tratamiento y Prevención de Conflictos de las empresas de las Zonas Francas y Recintos Fiscales, ente tripartito creado por Decreto Ejecutivo, por medio del cual se busca solucionar la problemática laboral del sector.
Así mismo, FENASTRAS tiene representación en la Junta Directiva del Instituto Salvadoreño de Formación Profesional -INSAFORP-, la Comisión Nacional de Modernización Laboral CONAMOL que trabajó en todo lo relativo a la ratificación de los Convenios 87 y 98 de la Organización Internacional del Trabajo OIT, Forma parte del Comité para la Erradicación del Trabajo Infantil y de la Comisión Nacional de Seguridad e Higiene Ocupacional.
Nuestra política de relaciones no excluye a ninguna organización, siempre que no se violenten nuestros principios ni se interfiera en nuestros asuntos internos. El aspecto financiero se cubre con las cuotas sindicales y los programas de autofinanciamiento que mantenemos.